# 목성 탐사

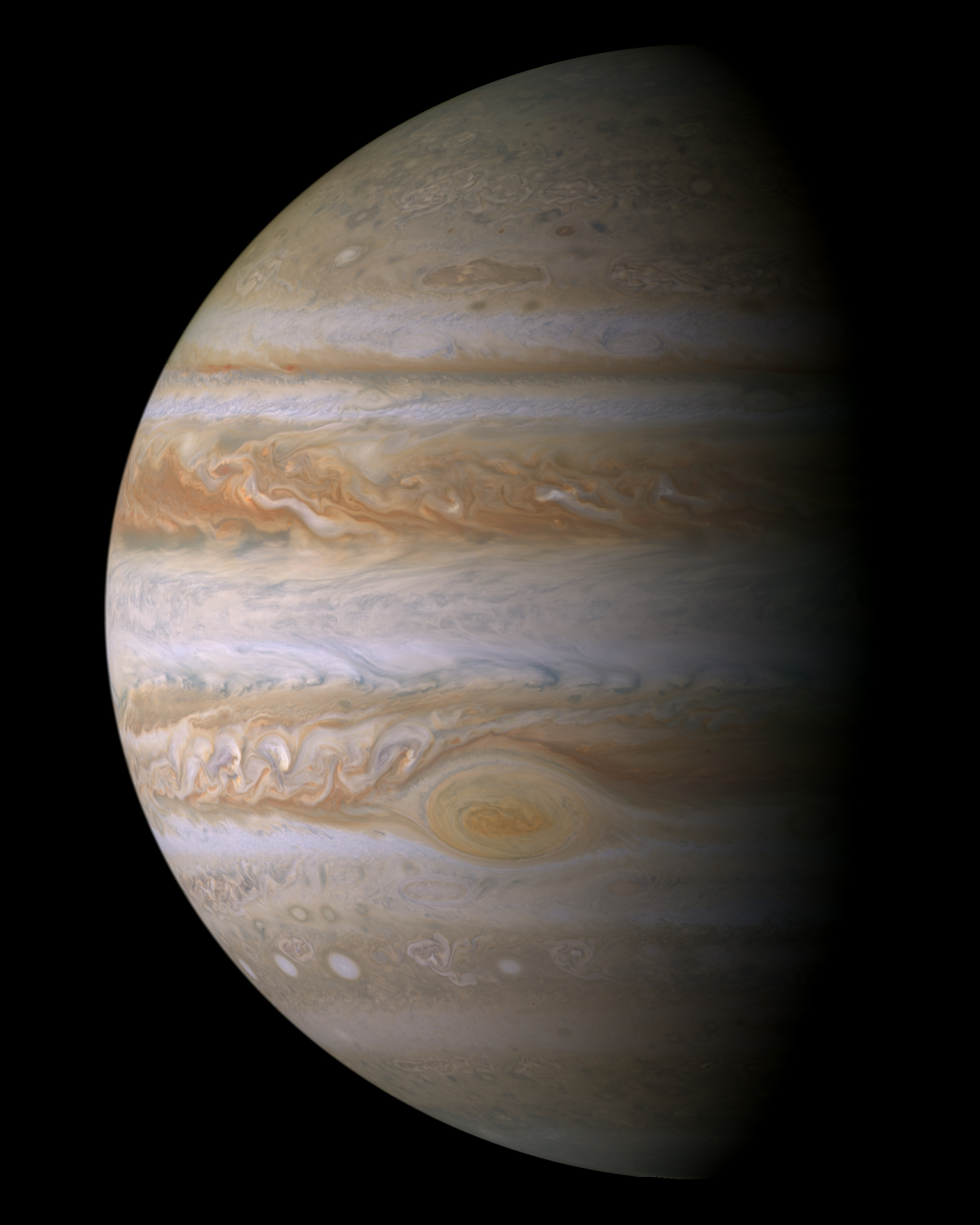
카시니-하위헌스가 촬영한 목성.

목성 탐사(木星探査)는 무인 우주선의 근접 관측으로 이루어지고 있다. 1973년 파이어니어 10호의 목성계 탐사로 시작되었으며, 2020년 기준 우주선 8척이 추가로 목성을 탐사하였다. 목성의 중력을 이용하면 연료 소모와 이동 시간을 줄일 수 있어 외행성 탐사선은 보통 목성을 지나쳐가기 때문에, 태양계의 외행성 중 목성이 가장 탐사선이 많이 방문한 행성이 되었다. 목성으로 탐사선을 보내는 것에는, 탐사선의 연료 소모량 증가와 목성 주변의 높은 방사선 수치로 인해, 많은 기술적 어려움이 따른다.
목성을 최초로 방문한 탐사선은 1973년 파이어니어 10호였다. 최초로 가까이서 사진을 촬영한 것 이외에도, 목성의 자기장을 발견하였으며, 목성 내부 대부분이 유체로 이루어져 있음을 알아냈다. 1979년 보이저 1호와 보이저 2호는 목성의 위성 및 고리를 연구하여, 이오에서의 화산 활동과 유로파 표면 얼음의 존재를 밝혔다. 율리시스는 1992년 및 2000년에 목성의 자기권을 연구했다. 카시니-하위헌스는 2000년 목성에 접근하여 목성 대기권을 아주 상세하게 촬영했다. 2007년 목성을 지나쳐 간 뉴 허라이즌스 탐사선은 목성 및 목성 위성의 궤도를 더 상세히 측정했다.
갈릴레오 탐사선은 최초로 목성 궤도에 진입한 탐사선으로, 1995년 목성에 도착해 2003년까지 목성을 탐사했다. 갈릴레오는 목성계 전반에 대한 많은 정보를 얻었으며, 갈릴레이 위성 4개에 모두 근접하여 옅은 대기와 지하 바다의 존재를 밝혀냈다. 가니메데에서 자기장을 발견하기도 하였으며, 슈메이커-레비 9 혜성의 목성 충돌도 관찰하였다. 1995년 12월에는 목성 대기 속으로 탐사선을 보냈다.
2016년 7월 주노 탐사선이 성공적으로 목성 궤도에 진입했고, 현재 목성을 돌며 과학 임무를 진행 중이다.
유럽우주국은 2012년 코스믹 비전 계획의 일부로서, 2022년 발사할 L1급 목성 얼음 위성 탐사선 계획을 선택했다. 갈릴레이 위성 중 3개를 탐사하고, 로스코스모스와의 협력으로 가니메데 착륙선도 보낼 계획이다. 인도우주연구기구는 2020년대 GSLV-III 발사체를 사용해 인도 최초의 목성 탐사선을 발사할 계획이며, 중국국가항천국은 2029년 목성 탐사선을 발사할 계획을 세우고 있다.

## 기술적 요구
지구에서 다른 행성으로 향하는 과정은 에너지가 많이 소모된다. 지구 궤도에서 목성으로 가기 위해 필요한 에너지는 지구 표면에서 궤도까지 올라가는 데 필요한 에너지와 거의 일치한다. 궤도역학에서 우주선의 에너지 소모를 측정할 때는 속도 변화량인 델타 V를 사용하는데, 지구 궤도에서 목성으로 가기 위한 델타 V 요구량은 약 9 km/s이다. 지구나 금성 등에서의 스윙바이를 통하여 에너지 요구량을 줄일 수 있지만, 이 경우에는 소요 시간이 늘게 된다.
목성에는 단단한 표면이 없고 대기와 유체 내부 사이의 임계점으로만 구분되기 때문에, 목성으로 진입하는 탐사선은 최종적으로 압력에 짓눌려 파괴되게 된다.
목성의 자기권이 강력하기 때문에, 행성 주위에 하전 입자가 다량 분포하여 방사선의 양이 높은 것 또한 탐사선에 문제가 된다. 파이어니어 11호가 목성에 접근할 때, 탐사선의 설계 한계치보다 10배 많은 방사선이 가해졌고, 탐사선이 살아남지 못할 것이라는 예측이 나왔었다. 큰 문제 없이 밴 앨런대를 통과하기는 했지만 편광계의 오작동으로 이오를 촬영한 사진 대부분이 손실되었다. 갈릴레오 탐사선은 장기간에 걸쳐 설계치보다 많은 방사선을 받았고, 때때로 오작동을 일으켰다. 회전하는 부품과 회전하지 않는 부품 간에 아크 방전이 일어나 탐사선이 안전 모드로 들어가면서, 16번, 18번, 33번째 궤도에서 얻은 자료는 완전히 소실되었다. 갈릴레오에 실린 결정 진동자에서조차 방사선으로 인해 위상 전이가 여러 차례 일어났다.

## 근접 통과

### 파이어니어 계획

1974년 11월 30일부터 1974년 12월 5일까지 파이어니어 11호의 궤적을 나타낸 영상.
파이어니어 11호·
목성·
이오·
유로파 ·
가니메데 ·
칼리스토

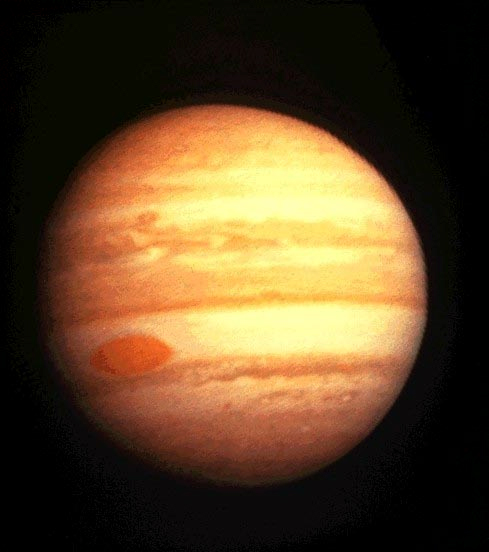
파이어니어 10호는 최초로 목성에 도달한 탐사선이다.

목성을 처음으로 탐사한 우주선은 파이어니어 10호로, 1973년 12월 목성을 지나갔으며, 12개월 후 쌍둥이 우주선인 파이어니어 11호도 목성에 도착했다. 파이어니어 탐사선은 최초로 목성과 갈릴레이 위성을 가까이서 촬영한 사진을 보내왔고, 목성의 대기, 자기권, 방사선대를 조사했으며, 목성이 대부분 유체로 이루어져 있음을 밝혀내었다. 파이어니어 11호는 1973년 12월 4일 목성과 34,000 km까지 접근했으며, 대적반의 사진 촬영, 목성 극 지방 관찰, 칼리스토의 질량 측정 등을 하였다. 두 탐사선이 보내 온 정보는 이후의 목성 탐사선이 더 효율적으로 목성을 탐사할 수 있도록 개선하는 데 도움을 주었다.

### 보이저 계획

보이저 1호가 목성에 접근할 때 촬영한 목성의 타임랩스 영상.

보이저 1호는 1979년 1월부터 목성을 촬영하기 시작했으며, 같은 해 3월 5일 목성에서 349,000 km 떨어진 곳을 지나갔다. 48시간이라는 짧은 근접 통과 기간 동안 위성, 고리, 자기권, 방사선 환경 관측은 같은 사진을 다양한 노출값으로 여러 번 촬영하는 브래키팅 기법으로 진행되었으며, 보이저 1호의 목성 관측 자체는 4월까지 진행되었다. 같은 해 7월 9일에는 보이저 2호가 576,000 km 떨어진 곳을 지나갔다. 두 탐사선은 목성의 고리를 발견하였고, 목성 대기권 내의 복잡한 소용돌이 구조를 관측하였으며, 이오에서의 화산 활동, 가니메데에서의 유사 판 구조, 칼리스토에서의 수많은 충돌구를 관찰하였다. 대기의 사진 촬영을 통해, 대적반이 반시계 방향으로 회전하는 복잡한 폭풍임을 밝혀냈다. 띠 모양 구름 사이에서 작은 폭풍과 회오리도 여럿 발견하였다. 작은 위성 아드라스테아와 메티스가 고리 바깥쪽 끝에서 발견되었으며, 두 위성은 우주 탐사선이 발견한 최초의 목성의 위성이 되었다. 이후 보이저가 촬영한 사진을 분석하는 과정에서, 아말테아와 이오 사이에서 위성 테베가 추가로 발견되었다.
보이저 탐사선의 발견 중 가장 뜻밖이었던 것은 이오에서의 화산 활동으로, 이는 지구 이외의 천체에서 최초로 화산이 발견된 사건이었기 때문이다. 보이저 탐사선 둘을 합쳐 분출 9번을 기록하였으며, 보이저의 통과 와중에 발생했을 것이라 추정되는 분출의 증거도 남았다.
보이저 1호가 촬영한 저화질 사진에서 유로파에 수많은 선이 교차하는 모습이 나타났는데, 처음에는 판 구조로 발생한 지각의 이동으로 생겨난 깊은 골짜기로 추정했으나, 보이저 2호가 촬영한 고화질 사진에서는 지질학적인 두드러짐이 전혀 나타나지 않았다. 이를 통해 이 골짜기들이 지구의 해빙과 유사하여, 유로파의 내부에 물로 이루어진 바다가 있을 것이라는 가설이 세워졌다. 유로파의 내부는 이오와 마찬가지로 조석 가열을 통해 활동하고 있을 것으로 추정되며, 현재 30 km 두께의 얼음이 50 ~ 100 km 두께의 바다 위에 떠 있는 구조일 것으로 여겨진다.

### 율리시스
1992년 2월 8일, 율리시스 태양 탐사선은 목성의 북극에서 451,000 km 떨어진 곳을 지나갔다. 태양 탐사선인 율리시스는 태양 궤도에서의 궤도 경사를 높이기 위해 목성에서 스윙바이를 이용했으며, 황도에 대한 경사를 80.2°까지 올렸다. 율리시스는 목성의 자기권을 측정했으며, 탐사선에 카메라가 없었기 때문에 촬영된 사진은 없다. 2004년 2월 율리시스는 다시 목성 근처로 향했는데, 0.8 AU 정도 되는 아주 먼 거리였음에도 추가적인 목성 관측을 행했다.

### 카시니

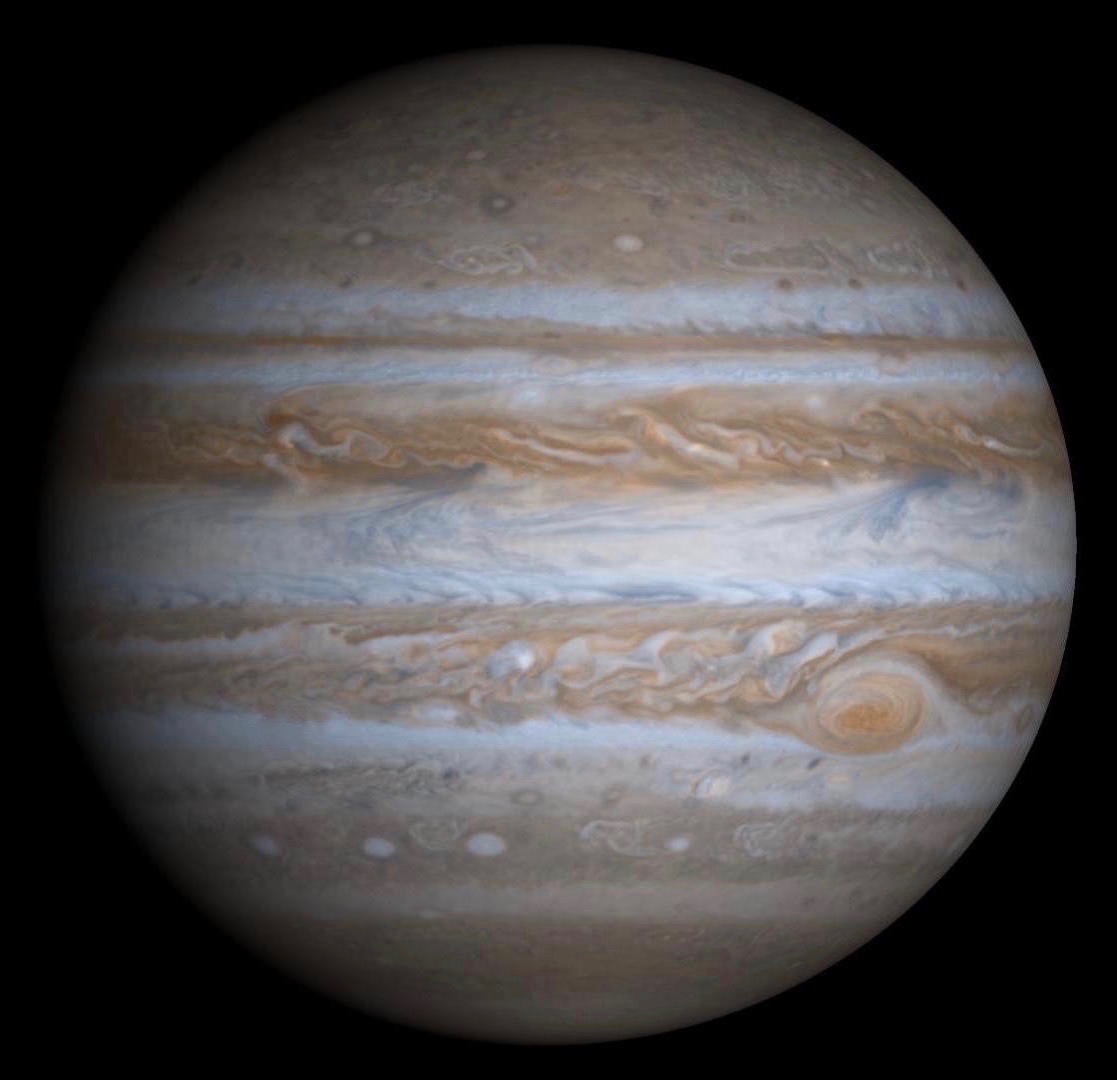
카시니-하위헌스가 촬영한 목성.

2000년 토성으로 향하던 카시니-하위헌스는 목성을 지나쳐가며 고해상도 사진과 여러 과학적 데이터를 보내왔다. 약 한 달 정도의 기간에 26,000장의 사진을 촬영해 보내왔으며, 해상도 60 km 가량의, 아주 상세한 목성의 전체 모습 사진을 만들어냈다.
카시니의 목성 통과에서 얻어낸 가장 큰 성과는 목성의 대기 순환에 대한 자료였다. 목성의 대기에는 검은 줄과 옅은 구름이 있는 하얀 영역이 번갈아 나타나는데, 지구에서는 대체로 상승 기류가 존재하는 곳에 구름이 생기기 때문에, 목성 대기의 하얀 영역은 원래 상승 기류로 간주되었는데, 카시니가 촬영한 사진을 분석한 결과 검은 줄에는 지구에서 관측하기에는 너무 작은, 상승하는 하얀색 폭풍 구름이 들어 있음이 밝혀졌으며, 따라서 검은 줄이 상승 기류가 있는 곳이기 때문에 하얀 영역이 하강 기류라는 사실이 새롭게 알려졌다.
북극 주변 대기 상층부에서 대적반 크기의 계란형 안개 구조도 발견되었다. 적외선을 이용한 관측에서는 극 주변의 순환 모습과, 서로 반대로 교차해 도는 목성 전체를 순환하는 띠 구조도 드러났다. 목성의 고리에 대한 연구도 진행되었는데, 고리 입자의 빛 산란을 연구한 결과 입자들은 구형이 아니라 불규칙한 형태를 띠고 있었으며, 메티스나 아드라스테아에서 운석 충돌 등으로 방출된 입자들이 기원인 것으로 여겨진다. 카시니는 히말리아의 사진도 촬영했으나, 거리가 너무 멀어 표면의 모습을 보여주지는 못했다.

### 뉴 허라이즌스

2008년 뉴 허라이즌스가 기록한 이오의 화산.

명왕성으로 향하던 뉴 허라이즌스는 스윙바이를 위해 목성으로 향했다. 뉴 허라이즌스는 2006년 9월 4일 최초로 목성 사진을 촬영하였고, 12월부터 탐사를 시작했으며, 최대 접근은 2007년 2월 28일이었다.
뉴 허라이즌스는 목성에 접근했을 때 아말테아 등 내부 위성들의 궤도를 정밀히 측정했다. 이오의 화산을 촬영하기도 하였으며, 외부 위성 히말리아와 엘라라를 원거리에서 연구하였다. 목성의 소적점, 자기권, 고리 또한 관찰했다.
2007년 3월 19일, 뉴 허라이즌스의 데이터 처리 컴퓨터가 메모리 에러로 인해 스스로 재시작했으며, 탐사선이 안전 모드로 들어갔다. 이틀 후 탐사선의 복구가 완료되었으며, 자기장 측정 데이터 일부가 손실되었다.
목성이 상대적으로 지구와 가깝고 크기가 아주 크기 때문에, 명왕성 탐사선인 뉴 허라이즌스는 명왕성에서 수집한 정보보다 목성에서 수집한 정보가 더 많다.

## 궤도선

### 갈릴레오

1995년 8월 1일부터 2003년 9월 30일까지 갈릴레오의 궤적을 나타낸 영상.
갈릴레오·
목성·
이오·
유로파·
가니메데·
칼리스토

갈릴레오 탐사선은 최초로 목성 궤도에 진입한 탐사선으로, 1995년 12월 7일에 목성 궤도에 진입해 2003년 9월 21일 목성과의 충돌을 통한 임무 종료까지 목성을 공전했다. 7년 이상 목성을 돌며 궤도를 35번 완주했다. 탐사선의 고이득 안테나가 펴지지 않는 치명적인 고장이 있었지만, 목성계 전반에 대한 엄청난 자료를 모았다. 갈릴레오는 갈릴레이 위성 모두를 근접 통과하였고, 아말테아에도 근접하여 관측을 행했으며, 1994년 슈메이커-레비 9 혜성과 목성의 충돌을 기록하였고, 1995년 12월 목성 대기 속으로 탐사정을 보내기도 하였다.

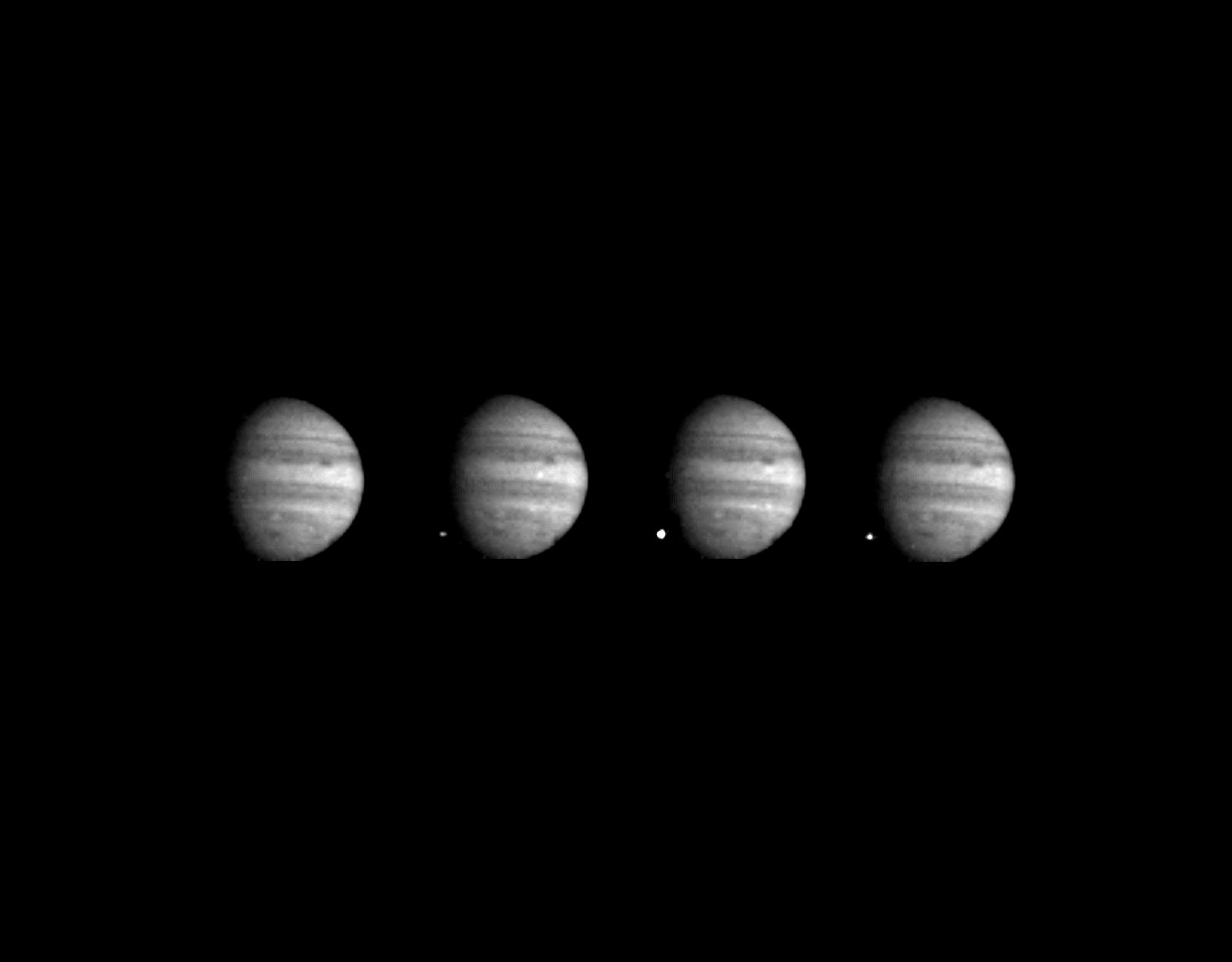
슈메이커-레비 9 혜성이 목성과 충돌하며 남긴 화염구를 보여주는 사진으로, 각 사진 사이의 간격은 몇 초 정도이다.

갈릴레오 탐사선의 카메라로 1994년 7월 16일 ~ 22일 슈메이커-레비 9 혜성의 조각이 차례차례 목성의 남반구로 충돌하는 사진을 촬영했다. 혜성이 목성과 충돌한 부분은 지구에서는 가려 보이지 않았지만, 갈릴레오 탐사선은 목성과의 거리가 1.6 AU나 되었음에도 충돌을 관찰할 수 있었다. 목성 구름 상층부의 평균 온도인 130 K(−143 °C)에 비해, 충돌 시 온도는 24,000 K까지 치솟았으며, 화염구는 3,000 km 이상 솟아올랐다.
1995년 7월 탐사선에서 대기권 탐사정이 분리되었으며, 같은 해 12월 7일에 목성 대기에 진입했다. 약 150 km 가량을 57.6분 동안 떠내려가며 대기를 연구하였으며, 22기압 153 °C인 곳에서 압력과 온도에 의해 탐사선이 짓눌리며 작동을 멈췄다. 이후에는 녹은 후 기화됐을 것으로 추정된다. 2003년 9월 21일 갈릴레오 탐사선 본체는, 생명체의 존재 가능성이 추정되는 유로파로 추락해 위성을 오염시키는 상황을 방지하기 위해, 목성으로 하강해 같은 운명을 맞이했다.
갈릴레오 탐사선이 이루어낸 주요한 과학적 성과는 다음과 같다.
- 다른 행성에서 최초로 암모니아 구름 관측: 대기 하층부에서 상승하는 물질에서 고체 암모니아가 형성됨.
- 이오에서의 강렬한 화산 활동 확인: 지구에서의 세기보다 100배 강력하며, 열기와 빈도는 초기 지구와 유사.
- 이오 대기에서의 복잡한 플라스마 상호작용 및, 상호작용으로 생성되어 목성의 대기까지 연결되는 전류 흐름 관측.
- 유로파의 얼음 밑에 바다가 존재할 가능성을 보이는 증거 발견.
- 최초로 위성에서의 자기장 발견(가니메데), 유도 자기장 분석으로 유로파, 가니메데, 칼리스토 내부에 염분기가 함유된 바다가 존재할 가능성 제시.
- 유로파, 가니메데, 칼리스토에서의 옅은 대기권 발견.
- 목성의 고리의 형성 과정 이해(안쪽 위성으로 유성체가 충돌해 생긴 먼지), 바깥 두 고리 관측, 아말테아 궤도의 독립적인 고리 존재 가능성 제시.
- 목성의 자기권의 전체적인 구조와 역학적 과정 확인.

2013년 12월 11일 NASA는 갈릴레오가 보내온 자료를 토대로, 유로파의 얼음 지각에서 유기물과 관련이 있을 수도 있는 점토광물(규산염 광물)을 발견했다고 발표했다.

### 주노

2016년 6월 1일부터 2021년 7월 21일까지 주노의 궤적을 나타낸 영상.
주노·
목성

2011년 8월 5일 NASA에서는 목성을 상세히 연구하기 위해 주노 탐사선을 발사했다. 주노는 2016년 7월 5일 목성의 극궤도에 진입했으며, 현재 목성의 구성, 중력장, 자기장, 극 지방의 자기권, 대기 심층부의 바람을 연구하고 있으며, 목성 형성 과정의 실마리, 목성 핵이 암석질인지의 여부, 대기권 심층부의 물 함유 정도, 목성의 질량 분포비를 조사하고 있다.

### 목성 얼음 위성 탐사선
유럽우주국의 목성 얼음 위성 탐사선(JUICE)는 ESA 코스믹 비전 계획의 일부로, 2022년 발사하여 근접 통과를 여러 번 거친 후 2030년 도착하는 계획이다. 2012년 유럽우주국은 유로파 목성계 임무의 목성 가니메데 궤도선을 목성 얼음 위성 탐사선으로 대체하였다. 따라서 유로파 목성계 임무에서의 협력은 종료되었지만, NASA에서는 장비 부분에서 유럽 계획에 참여할 예정이다.

## 추진 중인 계획
유로파 클리퍼는 NASA에서 유로파를 탐사하기 위해 준비 중인 탐사선으로, 2020년대 초반에 발사해 6.5년 후 유로파에 도착할 계획이다. 방사선 피해를 최소화하기 위해, 유로파를 32번 근접 통과할 계획이다.

### 취소된 계획
유로파, 가니메데, 칼리스토에는 지하에 액체 바다가 있을 것이라 추정되는 위성으로, 많은 탐사 계획이 세워졌으나, 예산 문제로 많은 탐사선이 연기되거나 취소되었다. NASA의 유로파 궤도선은 유로파의 지하 바다 존재 여부와 착륙지 후보 물색이 임무 목표였으나, 2002년 취소되었다. NASA에는 목성 얼음 위성 궤도선 계획도 있었으나 2005년 취소되었고, 유럽의 조비안 유로파 궤도선 임무도 추진되었으나, 유로파 목성계 임무로 대체되었다.
유로파 목성계 임무(EJSM)는 NASA/ESA의 목성과 목성의 위성을 탐사하기 위한 협력 프로젝트로, 2020년대 NASA 주도 목성 유로파 궤도선과 ESA 주도 목성 가니메데 궤도선을 발사하는 계획이었다. 목성 가니메데 궤도선은 유럽 우주국 내부에서 예산 경쟁에 밀렸으며, 목성 유로파 궤도선 또한 비싼 비용으로 어려움에 부딪혔다.

## 유인 탐사
목성의 갈릴레이 위성은 미래 유인 탐사의 가능성이 있다. 특히 생명체 존재 가능성이 높은 유로파와, 방사선이 낮은 칼리스토를 목표로 꼽는다. 2003년 NASA는 갈릴레이 위성에 사람을 보내 탐사하는, 인류 외행성 탐사 (Human Outer Planets Exploration, HOPE) 계획을 추진했다. NASA에서는 2040년대 정도를 실행 일자로 잡았다. 2004년 1월 발표에서는, 화성 너머의 임무를 거론하며, 목성 위성에서의 "인류의 거주"가 가치 있는 일일 수 있다는 언급을 하였다. 목성 얼음 위성 궤도선 계획이 취소되기 전까지만 해도, NASA에서는 "유인 임무가 뒤따를 것"이라고 밝혔었다.

### 식민지화 가능성
NASA에서는 외행성에서 핵융합의 원료로 쓰이는 헬륨-3을 대기에서 추출하는 방안의 실행 가능성을 조사한 적이 있다. 궤도에 지어진 공장에서 기체를 추출해, 방문하는 우주선에 보급하는 방안이다. 하지만 목성은 방사선 수치가 심각할 정도로 높고, 중력이 강해 우주선이 탈출하기 어려운 점이 큰 단점으로 작용하고 있다. 목성의 자기장으로 인해, 이오에서는 하루에 6 Sv(3600 rem)를, 유로파에서는 5.4 Sv(540 rems)를 받는데, 며칠 내로 0.75 Sv 이상의 방사선을 받으면 방사선 중독을 이르키며, 5 Sv 이상은 치명적이라는 점에서, 이는 식민지화 진행에 있어 큰 걸림돌이다.
| 위성        | rem/일 |
| ----------- | ------ |
| 이오        | 3600   |
| 유로파      | 540    |
| 가니메데    | 8      |
| 칼리스토    | 0.01   |
| 지구 (최대) | 0.07   |
| 지구 (평균) | 0.0007 |

가니메데는 위성 중 유일하게 자기장이 존재하는 위성이지만, 목성 자기장의 효과에 밀려, 우주선을 충분히 방어해주지 못한다. 가니메데는 매일 0.08 Sv(8 rem)를 받는다. 칼리스토는 목성 방사선대에서 멀리 떨어져 있으며, 하루에 0.0001 Sv(0.01 rem)만을 받는다.
HOPE 계획에서 선택한 목표는 칼리스토였는데, 지질학적으로 안정하고 목성과의 거리가 멀어 방사선이 적다는 점에서, 표면 기지 건설을 계획했다. 현재까지 칼리스토만이 실질적으로 인류 정착지 건설이 가능한 곳으로 간주되고 있으며, 이오, 유로파, 가니메데에서는 적절한 방사선 차단 방법이 연구되어야 한다.
표면 기지를 건설해 태양계 탐사를 위한 연료를 생산할 수도 있다. 1997년 세워진 아르테미스 프로젝트에서는 유로파를 식민지화하는 계획이 있었는데, 유로파의 얼음 지각을 뚫고 들어가, 지하 바다에 인공적인 공기 주머니를 만들어 그 곳에 정착하는 계획이었다.

## 같이 보기
- 수성 탐사
- 화성 탐사
- 토성 탐사
- 천왕성 탐사
- 해왕성 탐사